# Med Tronfølgeren i Østen
|  | Denne artikel er oprettet af botten PalnaBot ud fra en ekstern database. Den kan derfor have sproglige fejl eller mangler. Denne skabelon kan fjernes efter kontrol af indholdet. |

Med Tronfølgeren i Østen er en rejsefilm fra 1963 instrueret af Helge Robbert.